# Pornichet
Pornichet [pɔʁniʃɛ] est une commune de l'Ouest de la France, située dans le département de la Loire-Atlantique, en région Pays de la Loire. Elle fait aussi partie de la Bretagne historique, située en pays Nantais, un des pays traditionnels de Bretagne.
Pornichet est devenue une commune en 1900, à partir de territoires de Saint-Nazaire et La Baule-Escoublac. Ses habitants, qui s'appellent les Pornichétins, sont au nombre de 12 530 habitants en 2022.
Située sur les bords de l'océan Atlantique, la ville s'est développée au milieu du XIXe siècle avec le tourisme balnéaire, comme en témoignent notamment ses villas originales, dont une partie a échappé aux destructions liées à l'urbanisation. De nos jours, les résidences secondaires représentent la moitié des habitations de la commune.
Ses anciens marais salants ont été comblés à la fin du XIXe siècle, et la pêche tient un rôle mineur, les ports de la ville étant destinés à la plaisance.

## Géographie

### Localisation
Pornichet est située à l'ouest du département de la Loire-Atlantique, à 9 km à vol d’oiseau à l'ouest de Saint-Nazaire, chef-lieu de l’arrondissement auquel appartient la localité ; elle est également à 53,7 km à vol d’oiseau au sud-est de Vannes et à 59,3 km à l'ouest de Nantes,.
La commune est implantée dans la baie du Pouliguen et sur la presqu'île guérandaise, territoire rattaché au continent par un étroit passage situé sur la commune de Saint-Lyphard. Cette presqu’île est cernée à l'ouest par l'océan Atlantique, à l'est par le marais de Brière, au sud par la Loire et au nord par la Vilaine. Elle appartient à la Côte d'Amour, entre Le Pouliguen et Pornichet.
Les communes limitrophes sont La Baule-Escoublac et Saint-Nazaire.

### Géologie et relief

#### Géologie
Pornichet est située dans le Massif armoricain. Il y a 600 millions d'années, lors du cycle cadomien, survient un plissement orienté est-ouest. De cette époque date la constitution d'une partie du sous-sol : micaschistes et gneiss, ainsi que des schistes satinés. À l'époque hercynienne survient un plissement orienté nord-sud, puis plus tard des cassures se forment dans l'axe nord-ouest - sud-est. Après une stabilisation, de nouvelles fractures dans le même axe achèvent la formation du territoire actuel. Outre le processus tectonique, la variation de l'élévation de la mer a joué dans la constitution du sous-sol de la région. La dernière période de glaciation (période de Würm, de 115 000 à 10 000 avant le présent) entraîne un recul de 100 mètres du niveau des eaux. De ces flux et reflux sont nées des dunes fossiles, à moins de 20 mètres sous le niveau du sol.

#### Topographie
La commune de Pornichet s'étend :
- sur le sillon de Guérande, d'orientation NO-SE ; la limite communale se trouve sur la route de Guérande, D392d, située à environ 4 km du littoral, du lieu-dit Pont de Terre (passage à niveau) aux Quatre Vents ;
- sur une barre littorale rocheuse qui se trouve en avant du sillon (même orientation), entre la pointe du Bec[Note 2] et la pointe de la Lande (limite avec Saint-Nazaire), distantes de 4,25 km ;
- sur des terrains sablonneux qui font partie du système dunaire d'Escoublac, du lieu-dit Mazy à la pointe du Bec (longueur : 2 km ; largeur : 100 m à Mazy, 1 km à la pointe) ;
- sur d'anciens terrains marécageux (hippodrome)[6].

Les altitudes les plus basses (hors littoral) sont de 4 m à l'hippodrome ; la dune à l'arrière de la plage des Libraires s'élève jusqu'à 9 m. Les falaises de Bonne Source et Sainte-Marguerite peuvent atteindre 12 m. Quand on s'éloigne vers l'intérieur, les altitudes s'élèvent progressivement jusqu'à 30 m ; le point culminant est 37 m à la Ville ès Blais.

#### Littoral
La configuration de la côte s'établit au troisième millénaire avant notre ère, lors de la transgression flandrienne. Depuis cette période, qui a vu le niveau de la mer monter relativement rapidement de 3 mètres, la situation semble stabilisée ; entre 1880 et 1950, il est constaté un relèvement du niveau de l'eau d'un millimètre chaque année.
Pornichet abrite trois plages : à l'ouest, la plage des Libraires, d'une longueur de 2 km, donne sur la baie du Pouliguen, partagée avec La Baule ; la limite est marquée par le ruisseau de Mazy, actuellement souterrain, et qui débouche sur la plage par une buse. À l'est, entre la pointe du Bec et la pointe de la Lande, se trouvent les plages de Bonne-Source (2,5 km) et de Sainte-Marguerite (1,5 km), plus sauvages, séparées par la pointe de Congrigoux.
Au large, plusieurs îlots affleurent ; d'est en ouest on trouve : l'île de la Pierre-Percée, le Baguenaud, les Troves et les Évens. Le Phare du Grand-Charpentier est situé face à la pointe de la Lande, sur le plateau rocheux des Charpentiers.

### Climat
Pour des articles plus généraux, voir Climat des Pays de la Loire et Climat de la Loire-Atlantique.
En 2010, le climat de la commune est de type climat océanique franc, selon une étude du CNRS s'appuyant sur une série de données couvrant la période 1971-2000. En 2020, Météo-France publie une typologie des climats de la France métropolitaine dans laquelle la commune est exposée à un climat océanique et est dans la région climatique Bretagne orientale et méridionale, Pays nantais, Vendée, caractérisée par une faible pluviométrie en été et une bonne insolation.
Pour la période 1971-2000, la température annuelle moyenne est de 12,3 °C, avec une amplitude thermique annuelle de 12,2 °C. Le cumul annuel moyen de précipitations est de 788 mm, avec 12,1 jours de précipitations en janvier et 6 jours en juillet. Pour la période 1991-2020, la température moyenne annuelle observée sur la station météorologique de Météo-France la plus proche, « Pte de Chemoulin », sur la commune de Saint-Nazaire à 10 km à vol d'oiseau, est de 13,1 °C et le cumul annuel moyen de précipitations est de 595,3 mm,. Pour l'avenir, les paramètres climatiques de la commune estimés pour 2050 selon différents scénarios d'émission de gaz à effet de serre sont consultables sur un site dédié publié par Météo-France en novembre 2022.

### Voies de communication et transports

#### Réseau routier
Pornichet est traversée par la RD 92 qui relie Saint-Nazaire à Guérande et qui longe le nord de la zone urbainsée de la commune, ainsi que par la RD 222 qui relie Saint-Nazaire au Vieux Pornichet en longeant la côte. Enfin, la RD 392 permet d'accéder à l'échangeur de la RD 213 (dite route bleue) le plus proche, qui se situe sur le territoire de Saint-Nazaire.

#### Voies ferroviaires
Pornichet est desservie par des rames du TGV Atlantique circulant entre Paris-Montparnasse et Le Croisic, et des trains TER Pays de la Loire, circulant entre Nantes et Le Croisic.

#### Transports en commun
La commune est actuellement desservie par la ligne L13, une ligne mutualisée du réseau Ycéo (ex-STRAN) et du réseau Lila Presqu'île en remplacement des anciennes lignes T1 (STRAN) et 3 (Lila Presqu'île).
Pornichet était auparavant desservie par les lignes A et E du réseau Lignes intérieures de Loire-Atlantique (Lila) et par les lignes 6 et 7 du réseau STRAN.

#### Ports de plaisance
Deux ports permettent l'accueil des navires de plaisance : le port d'échouage (480 places).

## Urbanisme

### Typologie
Au 1er janvier 2024, Pornichet est catégorisée ceinture urbaine, selon la nouvelle grille communale de densité à sept niveaux définie par l'Insee en 2022.
Elle appartient à l'unité urbaine de Saint-Nazaire, une agglomération intra-départementale regroupant 17  communes, dont elle est une commune de la banlieue,,. Par ailleurs la commune fait partie de l'aire d'attraction de Saint-Nazaire, dont elle est une commune du pôle principal,. Cette aire, qui regroupe 24 communes, est catégorisée dans les aires de 200 000 à moins de 700 000 habitants,.
La commune, bordée par l'océan Atlantique, est également une commune littorale au sens de la loi du 3 janvier 1986, dite loi littoral. Des dispositions spécifiques d’urbanisme s’y appliquent dès lors afin de préserver les espaces naturels, les sites, les paysages et l’équilibre écologique du littoral, tel le principe d'inconstructibilité, en dehors des espaces urbanisés, sur la bande littorale des 100 mètres, ou plus si le plan local d’urbanisme le prévoit.

### Occupation des sols
L'occupation des sols de la commune, telle qu'elle ressort de la base de données européenne d’occupation biophysique des sols Corine Land Cover (CLC), est marquée par l'importance des territoires artificialisés (56,5 % en 2018), en augmentation par rapport à 1990 (50,5 %). La répartition détaillée en 2018 est la suivante :
zones urbanisées (53,5 %), zones agricoles hétérogènes (28,5 %), terres arables (7,2 %), forêts (5,9 %), espaces verts artificialisés, non agricoles (3 %), espaces ouverts, sans ou avec peu de végétation (1 %), prairies (0,8 %). L'évolution de l’occupation des sols de la commune et de ses infrastructures peut être observée sur les différentes représentations cartographiques du territoire : la carte de Cassini (XVIIIe siècle), la carte d'état-major (1820-1866) et les cartes ou photos aériennes de l'IGN pour la période actuelle (1950 à aujourd'hui).

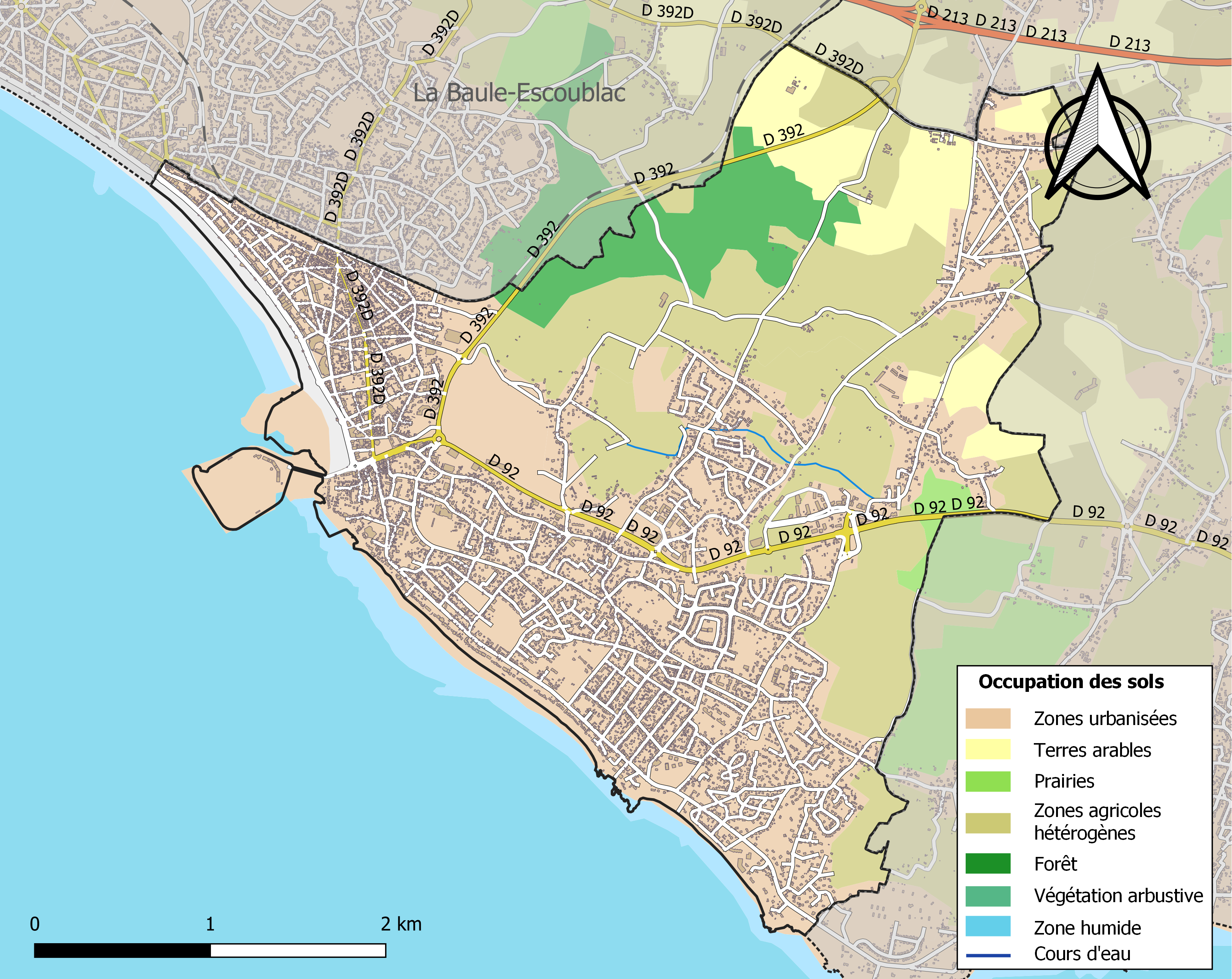
Carte des infrastructures et de l'occupation des sols de la commune en 2018 (CLC).

### Morphologie urbaine
Le principal hameau d'origine se situe au niveau de la pointe du Bé. Ailleurs on trouve alors des groupes de maisons dispersés, le tout relié par des chemins. Le développement urbain de Pornichet est uniquement lié au développement du tourisme balnéaire. À partir de 1860 des villas apparaissent sur le littoral. M. Berthault décide de faire de ses possessions un lotissement, s'appuyant sur sa société, la Société des dunes. Se développe alors un quartier à partir de l'actuelle place du maréchal Leclerc (ancienne place de l'Europe). Les voies drainent la zone formant une étoile à partir de la place centrale. Des villas sont construites de part et d'autre de l'étier qui alimente les marais salants. Le Vieux Pornichet, les quartiers Saint-Sébastien et Bonne-source se construisent en fonction des contraintes liées aux habitations existantes, tandis que le nouveau Pornichet, vers l'ouest, s'est articulé autour des voies en étoile, et selon des plans plus rigoureux.
Les villas, les hôtels, le casino, sont construits le long du littoral, parfois disséminés. Pour les relier, un chemin apparaît, souvent aménagé par les riverains. Selon ce schéma, les habitations fleurissent et finissent par créer une zone d'habitation continue prolongeant à l'ouest La Baule et à l'est Saint-Nazaire.
Un autre axe de développement est celui reliant la gare, au nord-ouest de la commune, au Vieux Pornichet. Légèrement en retrait du littoral, cette zone boisée se développe également grâce au tourisme.
Une fois le littoral urbanisé en ruban continu, l'étape suivante est la construction de bâtiments modernes conduisant à la destruction d'une partie des villas anciennes.

### Logements
En 2008, on dénombrait un total de 11 435 résidences reparties en 4 983 résidences principales, 6 201 résidences secondaires et 251 logements vacants. Les deux-tiers de ces lotissements ont été construits depuis 1975. Cette année-là, 7 425 personnes en étaient propriétaires, 2 638 en étaient locataires et 240 y étaient logées gratuitement.
|                        | 1968  | 1975  | 1982  | 1990  | 1999  | 2008  |
| ---------------------- | ----- | ----- | ----- | ----- | ----- | ----- |
| Résidences principales | 1 813 | 2 004 | 2 784 | 3 172 | 4 261 | 4 983 |
| Résidences secondaires | 2 201 | 2 577 | 2 956 | 3 722 | 5 140 | 6 201 |
| Résidences vacantes    | 129   | 284   | 385   | 448   | 254   | 251   |

## Toponymie

### Formes anciennes
Le nom est noté Pornichet dès 1380 et 1395 puis tout au long du XVe siècle, notamment en 1444, 1457, 1466, 1468, 1478 et 1479 ; il reste inchangé dans les documents des siècles suivants. Une variante Portnichet se relève en 1422.

### Interprétation
Pornichet représente un diminutif en -et du nom de Pornic, port situé sur l'autre rive de l'estuaire de la Loire,. Le processus qui consiste à nommer un lieu avec un diminutif formé à partir d'un autre nom de lieu est un phénomène fréquent que l'on rencontre par exemple pour Veules-les-Roses et Veulettes (Seine-Maritime).
En revanche, l'explication « port niché » basée sur l'étymologie populaire n'est pas soutenue par les toponymistes. Pour cause, la graphie -et notée de façon systématique dans les formes anciennes, alors que l'on attendrait *-é dans ce cas, ne permet pas de valider cette hypothèse. Selon cette théorie, la ville porterait le nom de sa principale caractéristique, un « port niché » dans l'étier (actuel boulevard de la République), qui reliait les marais salants (actuel hippodrome) et la baie.
En gallo, la langue d'oïl de la Haute-Bretagne, le nom de la commune est également Pornichet (écriture ABCD) ou Port-Nichèt (écriture ELG). En breton, un nom est attesté depuis la fin du XXe siècle : Pornizhan.

### Toponymie secondaire de la commune
La toponymie communale est majoritairement romane ; les toponymes bretons y sont cependant assez nombreux, la langue bretonne semblant s'être maintenue sur le territoire de Pornichet jusqu'au XVe siècle, en concurrence avec le gallo. Il est à noter que sur une carte de Jean-Baptiste Nolin datant de 1695, la limite linguistique entre français et breton passe encore à Saint-Servais en Escoublac, soit cinq kilomètres à l'ouest de Pornichet.
La formation romane la mieux représentée consiste en noms en ville au sens archaïque de "hameau, lieu habité", cet élément étant suivi d'un nom de famille précédé du gallo ès "aux" : La Ville ès Blais, La Ville ès Bouget, La Ville ès Hérioux, La Ville ès Mahaud, La Ville ès Mouilleron, etc. Ce type toponymique assez nettement circonscrit aux marges de la zone bretonnante est un calque - voire une traduction - des formations bretonnes en kêr, la toponymie romane préférant l'usage de suffixes (dont -ière, -ais-, -erie) pour dénommer un lieu d'après le nom de son propriétaire ou exploitant.
Au nombre des toponymes bretons, citons Cavaro (Cavarrou en 1452, Cavaro en 1477 et 1479), d'un ancien nom de personne breton *Catmarch "cheval de combat" auquel est adjoint le suffixe diminutif -où, Cleux (Clez en 1295, Cluez en 1392 et 1397, Cleuz du XIVe au XVIe siècle) de kleuz "talus, fossé", Prieux (Priec en 1273 et 1478, Prieuc en 1543, 1564 et 1584), correspondant du breton moderne prieg "lieu argileux", Rangrais (Rengreen en 1293, Rangreen en 1564, Rengreen en 1584, Rangré en 1675), de rann "parcelle, domaine agricole" peut-être suivi du nom de personne Crehen, Allée du Silladeux (Suilladeuc en 1380, Seuilladec et Seilladec en 1475, Seuilladeuc en 1479, Silladeuc en 1637), de suilhadeg "brûlis", ou encore Treffioux (Trefflo au XVe siècle et en 1601), de trev "lieu habité, hameau" possiblement suivi de floc'h "damoiseau, écuyer".

## Histoire
Jusqu'à la création de la commune en 1900, Pornichet était une trève (quartier) de Saint-Nazaire et d'Escoublac. L'étier, qui serpentait entre les dunes de la baie du Pouliguen et la Pointe du Bé, constituait la limite entre les deux communes.

### Préhistoire
Sur la falaise de Congrigoux, à l'extrémité nord-ouest de la plage Sainte-Marguerite, il a été retrouvé les traces d'une fabrique d'hameçons en silex datant de 4 000 ans. Plus tard, des Gaulois sont présents au lieu-dit actuel Les Forges, où des vestiges de travail du fer et du bronze ont été découverts. Des éléments de poterie antiques permettent également de conclure que la production du sel est très ancienne dans cette zone. C'est l'exploitation du sel qui conduit les Romains à relier le territoire à la route qui relie la Loire à la Vilaine, et il a été retrouvé des traces de la présence gallo-romaine à la pointe du Bé.

### Révolution française et Empire
Les mentions écrites de Pornichet avant la Révolution française sont très rares. Comme toute la région, cette zone devient bretonne en 851, et est rattachée au royaume de France en 1532, lors de l'union de la Bretagne à la France. La chapelle de Saint-Sébastien date du XVe siècle. Les fortifications de la pointe du Bec sont construites bien plus tard, au XVIIIe siècle.
La pêche et le commerce du sel sont les activités du hameau durant des siècles. Les navires permettant le transport du sel, les gabarres, empruntent l'étier qui se situait le long de l'actuelle rue de la République, et atteignent les salines qui occupaient la zone au niveau de l’hippodrome actuel.
Le 19 juillet 1808 eut lieu le combat de Pornichet entre les Anglais et les douaniers français

### Époque contemporaine
Au milieu du XIXe siècle, l'exploitation et le commerce du sel représentaient la principale activité du village qui comptait une soixantaine de paludiers. Les marais occupaient 35 hectares de terrain à l'est des dunes d'Escoublac. Bien que, dès 1810, un décret ait recommandé la fixation des dunes dans les départements maritimes, il fallut attendre 1845 et le rachat des dunes d'Escoublac et de Pornichet par Jacques-Yves Berthault, négociant nantais et créateur de la Société des Dunes, pour que débute la plantation des pins qui allait immobiliser les dunes.
Pornichet doit alors faire face à plusieurs défis. D'une part, son sel est concurrencé par la production croissante des salins du Midi et les salines sont progressivement abandonnées. D'autre part, le port et l'étier, mal drainés, s'ensablent progressivement. Pour mettre fin à l'isolement de Pornichet, Saint-Nazaire crée en 1854 un chemin entre les deux villes et construit un pont sur l'étier en 1855.
Le tourisme fait son apparition au Croisic à partir de 1820, mais c'est le chemin de fer qui entraîne l'urbanisation de Pornichet. Après l'arrivée du chemin de fer à Saint-Nazaire en 1857, à partir de 1860 des villas apparaissent le long de partie orientale de la baie du Pouliguen, qui n'est pourtant encore accessible aux familles que par véhicules hippomobiles. Sur ce site de la future station balnéaire de Pornichet-les-Pins, M. Merson, alors président des journalistes français, en construisant sa résidence baptisée Les Algues ouvre la voie à bien d'autres propriétaires, notamment dans un premier temps des libraires et éditeurs. De cette époque date l’appellation de « plage des Libraires ».

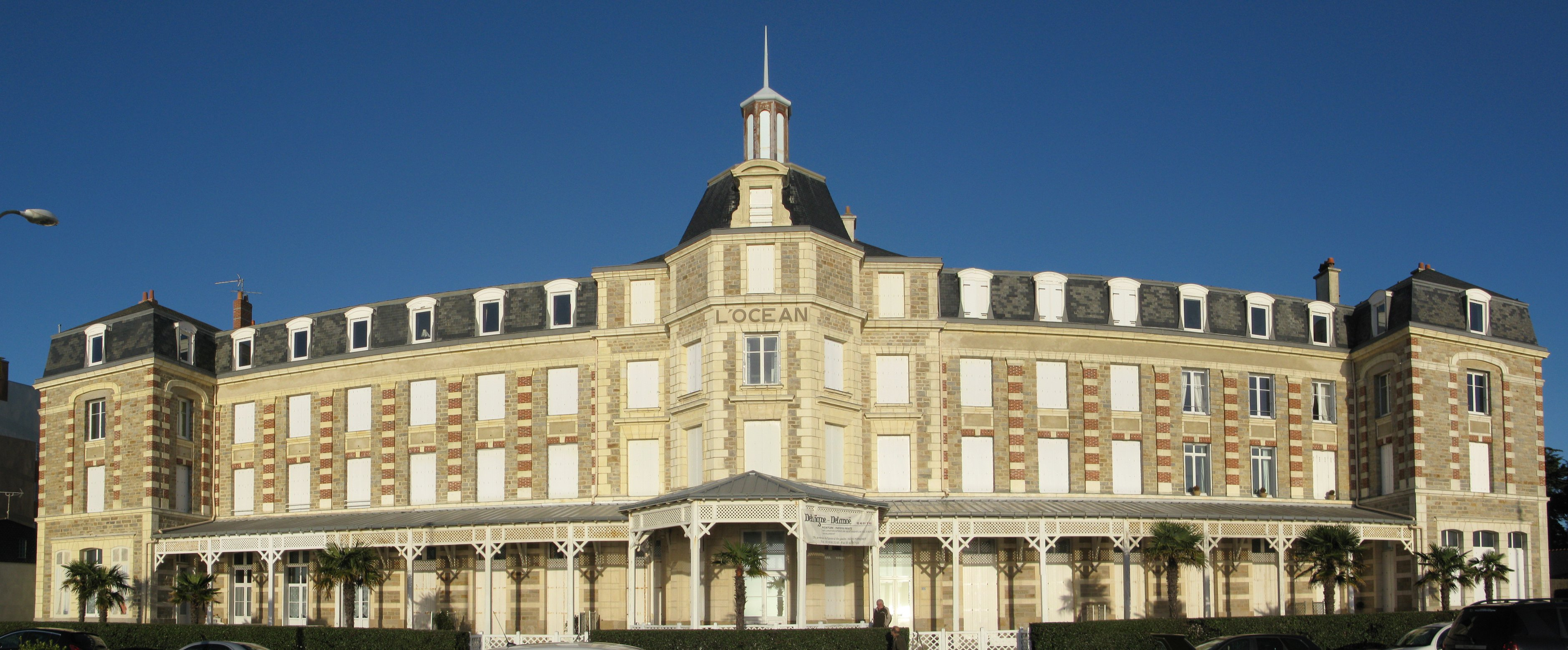
L'ancien hôtel de l'Océan ; dans ses premières années, entre 1882 et 1887, y est actif le premier casino de Pornichet.

En 1870, Jacques-Yves Berthault revend sous forme de lotissements les dunes acquises en 1845. La gare de Pornichet est ouverte en 1879, le Grand Hôtel de l'Océan, du Casino & du Golf, lieu d'un premier casino à Pornichet est inauguré en 1882. En 1886, Pornichet compte 1 100 habitants l'hiver et près de 4 000 l'été. Le premier bureau de poste est installé dans ce qui était jusque-là la casemate des douaniers.
Les marais salants, laissés à l'abandon, sont remblayés ainsi que l'étier : les travaux sont achevés en 1899.

#### Création de la commune

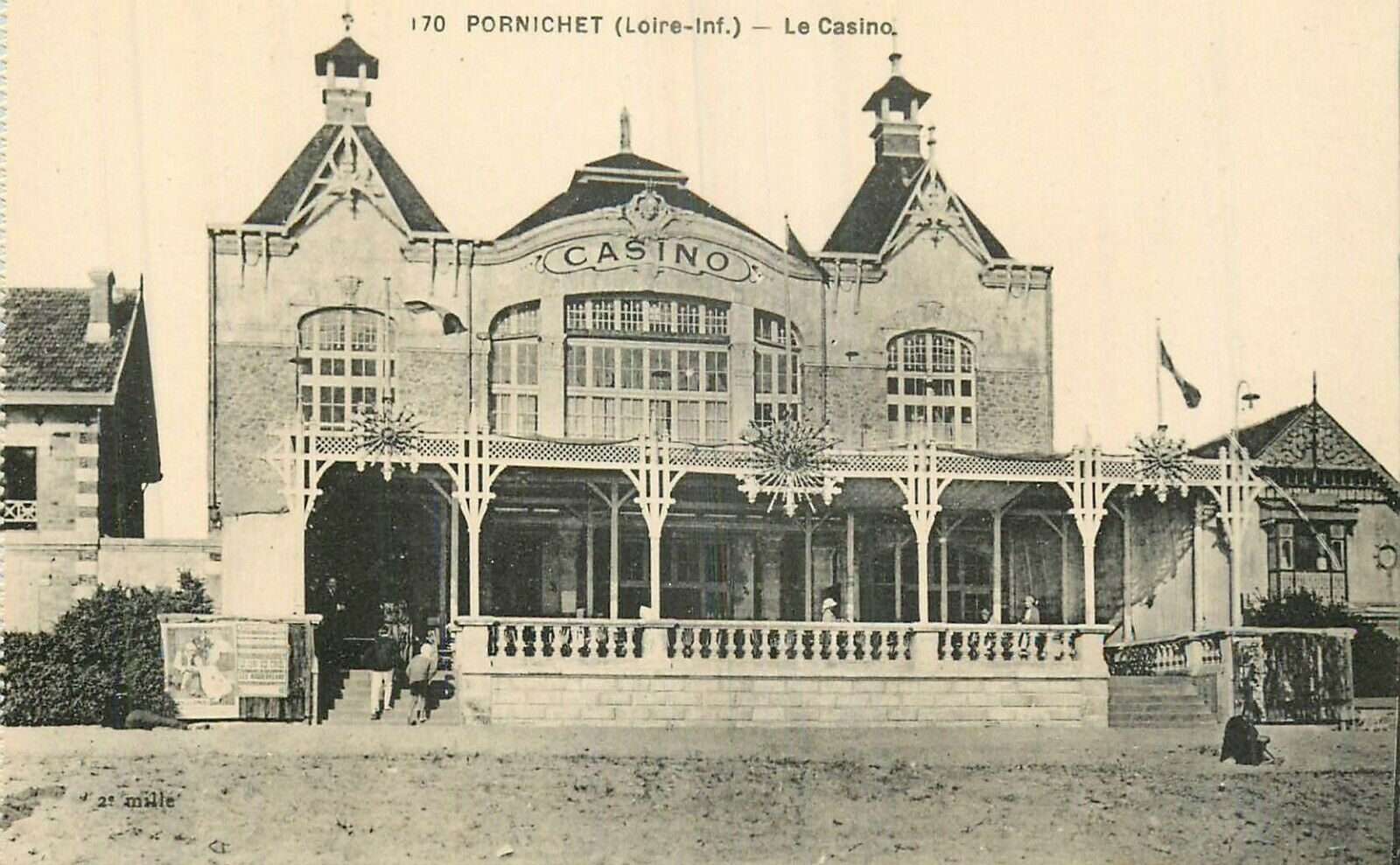
Vue du nouveau casino de Pornichet inauguré en 1911 ; cliché pris entre la Première Guerre mondiale où une enseigne Casino remplace Kursall et 1925 (destruction de la terrasse ouverte sur la mer, encore visible ici, qui sera à cette date remplacée par l'actuelle extension en façade).

Le 9 avril 1900, par décret, est établie la commune de Pornichet, d'une superficie de 1 249 hectares et d'une population de 1 263 habitants. Le territoire de la commune est formé de 1 152 hectares provenant de Saint-Nazaire (anciennes frairies de Kerbiguet, Sérac et Prieux) comptant 974 habitants et 97 hectares provenant d'Escoublac comptant 289 habitants, soit 92 % de terres nazairiennes et 8 % de terres escoublacaises,.
La nouvelle commune compte à sa création : 500 villas, 10 hôtels, un casino et 8 000 « étrangers » (terme désignant alors les touristes fréquentant la station).
Le 20 mai a lieu l'élection du premier maire de Pornichet, Charles Mercier. La mairie est d'abord installée à Saint-Sébastien. Peu après, la municipalité engage la construction d'une nouvelle mairie, de l'hôtel des postes, d'une classe pour les filles, d'une pour les garçons et enfin d'un marché. L'hippodrome est inauguré en 1907.
Le 18 janvier 1914 est créé le Ninon tennis club de Pornichet, actuellement un des plus vieux club de tennis de France, issu des quatre courts de tennis sur gazon construit dans le parc de loisirs Parc Ninon créé en 1912 par M. Paris et disparu après la Première Guerre mondiale dont la devise était : Sinite parvulos ludere et reficere vires in parco Ninon (Laissez venir les petits enfants jouer et refaire leurs forces dans le parc Ninon).

#### Depuis la Première Guerre mondiale
De 1914 à 1921, en raison de la Première Guerre mondiale, l'activité balnéaire est limitée mais Saint-Nazaire étant l'un des principaux ports de débarquement allié de l'époque, toute la région constitue une vaste zone de garnison et de repos pour les soldats. L'Hôtel de la plage et des bains est réquisitionné en 1917 et 1918 pour servir d'hôpital pour grands blessés.
La jetée et l'abri de l'ancien port sont construits en 1923. En 1931, l'ensemble du boulevard en remblai le long de la plage reliant Pornichet et La Baule est ouvert.
À partir de la crise de 1929, Pornichet voit son statut de station de tourisme pour les enfants se confirmer ; désormais Pornichet se sert de cet argument pour se différencier de La Baule. Au printemps 1939, des réfugiés espagnols fuyant la guerre d'Espagne, principalement des femmes et des enfants, sont hébergés, entre autres, à Pornichet, avant d'être transférés dans les camps de Moisdon-la-Rivière et Juigné-des-Moutiers, ouverts fin mai et début juin.
Pendant la Seconde Guerre mondiale, Pornichet voit la plupart de ses hôtels et grandes villas réquisitionnés par l'armée allemande pour diverses fonctions. Par ailleurs, l'armée allemande construit un épais mur de béton qui relie toutes les maisons du remblai entre elles. Il n'est alors plus possible d'atteindre la plage en voiture civile. Le mur de béton ainsi que la plupart des blockhaus sont détruits en 1946.
À la fin de la Seconde Guerre mondiale, à cause de l'existence de la Poche de Saint-Nazaire, l'occupation allemande se prolongea à Pornichet comme sur l'ensemble des localités voisines de l'estuaire durant 9 mois de plus (d'août 1944 au 11 mai 1945), la reddition effective de la poche intervenant 3 jours après la capitulation de l'Allemagne.
À partir de 1952 et de la fin des restrictions, des immeubles commencent à apparaître sur le remblai. Ils ont l'avantage d'être peu coûteux et très fonctionnels pour l'époque. Le front de mer a malgré cela gardé quelques villas, et a su conserver un certain cachet.
Le nouveau port est mis en service en 1979.

## Politique et administration
Pornichet est située dans le canton de La Baule-Escoublac, arrondissement de Saint-Nazaire, dans le département de la Loire-Atlantique (région Pays de la Loire).

### Tendances politiques et résultats
Le décompte des votes du 1er tour de l'élection présidentielle 2007 a révélé à Pornichet un taux d'abstention de 15,26 %, proche du taux national (16,03 %). Les électeurs pornichétins ont principalement voté pour N. Sarkozy 38,36 %, S. Royal 24,95 %, F. Bayrou 20,44 % et J.-M. Le Pen 5,83 %. M. Sarkozy obtient 7 % de plus qu'au niveau national, Ségolène Royal 1 % de moins. Cette tendance se confirme au second tour, avec une abstention toujours inférieure à celle du pays entier, car si Pornichet vote majoritairement pour M. Sarkozy (57,37 %), devant Ségolène Royal (42,63 %), c'est avec un écart supérieur à celui de l'ensemble du pays (respectivement 53,06 % et 46,94 %).
Le député de Pornichet (7e circonscription) est Christophe Priou (Union pour un mouvement populaire) qui, lors des élections législatives de 2007, avec 61,89 % arrive nettement devant son opposante Adeline L'Honen (PS, 38,11 %) en ce qui concerne les votes pornichétins au second tour. Au premier tour, Christophe Priou avait obtenu à Pornichet 54,23 %, Adeline L'Honen 22,05 % et Patricia Gallerneau (UDF-Mouvement démocrate) 9,06 %, aucun autre candidat ne dépassant les 5 %. L'abstention a été respectivement de 38,74 % et 36,50 %.
En 2008, l'élection municipale a vu la liste « Ensemble pour Pornichet » conduite par Robert Belliot obtenir le plus de voix au 1er tour (41,33 %), devant « Pornichet à vivre » conduite par le maire sortant, Jacques Lambert, (31,27 %) et « Pornichet à venir » conduite par Patricia Gallerneau (27,40 %). Au second tour, « Ensemble pour Pornichet » obtient 62,23 % et 24 sièges, « Pornichet à vivre » 37,77 % et 5 sièges. Robert Belliot est par la suite élu maire par le conseil municipal.
En 2014, à la suite d'un mandat marqué par de vifs débats dans la vie locale, le maire sortant, Robert Belliot (38,26 %), investi par l'UMP, est sèchement battu par le candidat divers droite et ancien Président du réseau industriel Néopolia, Jean-Claude Pelleteur (61,74 %). Ce dernier, légèrement en tête ç l'issue du premier tour de scrutin (35,9 % contre 34,6 % au maire sortant) a bénéficié des retraits volontaires de la liste conduite divers-droite conduite par Patricia Gallerneau (12,3 %) et de la liste de gauche menée par le socialiste Christophe Martin (17,2 %).
En 2020, Jean-Claude Pelleteur (DVD soutenu par LREM) confirme son ancrage local en gagnant dès le 1er tour (58,2 % des suffrages exprimés) devant Yannick Joubert (PS, liste de gauche) 24,2 %, l'ancien maire, Robert Belliot (DVD), 9,4 %, et l'un de ses anciens adjoints, Frédéric Trichet (DVD), 8,2 %.

### Administration municipale
le Conseil municipal est constitué de 33 membres depuis 2008.

### Liste des maires
| Période       | Période       | Identité                          | Étiquette | Qualité |
| ------------- | ------------- | --------------------------------- | --------- | --- |
| mai 1900      | février 1908  | Charles Mercier                   |           | Avocat Démissionnaire pour raison de santé                                                                          |
| mai 1908      | décembre 1919 | Eugène Coicaud                    |           | Sans profession |
| décembre 1919 | octobre 1945  | Achille Bertoye                   |           | Avoué à Nantes |
| octobre 1945  | juin 1948     | Léopold Hervo                     |           | Entrepreneur, plâtrier Démissionnaire pour raison de santé                                                          |
| juin 1948     | mars 1958     | Eugène Thierry                    |           | Décédé en fonction                                                                                                  |
| mars 1958     | mars 1965     | Émile Outtier                     |           | Employé de banque puis maraîcher                                                                                    |
| mars 1965     | mars 1977     | Jean-Marie Erraud                 |           | Chirurgien |
| mars 1977     | mars 1983     | Marcel Daudin                     | DVD       | Instituteur et directeur d'école                                                                                    |
| mars 1983     | juin 1995     | Jean-Claude Empereur, (1939-2025) | RPR       | Haut fonctionnaire puis directeur de banque, maire honoraire Conseiller régional des Pays de la Loire (1992 → 1998) |
| juin 1995     | mars 2008     | Jacques Lambert                   | PS        | Avocat |
| mars 2008     | mars 2014     | Robert Belliot                    | UMP       | Directeur des ressources humaines                                                                                   |
| mars 2014     | En cours      | Jean-Claude Pelleteur             | DVD       | Chef d'entreprise retraité Vice-président de la CARENE Réélu pour le mandat 2020-2026                               |

### Instances juridiques et administratives
La commune dépend de la cour d'appel de Rennes, du tribunal de grande instance et d'instance ainsi que du tribunal de commerce et du conseil de prud'hommes de Saint-Nazaire. Elle dépend également de la cour administrative d'appel de Nantes.
La gendarmerie maritime de la ville, rattachée à une des trois compagnies du groupement de l'Atlantique à Brest, dispose d'une vedette côtière de surveillance maritime baptisée Sèvre (p. 620).

### Politique environnementale
La collecte des déchets des habitants est assurée par la Communauté d'agglomération de la Région Nazairienne et de l'Estuaire. La commune dispose aussi d'une déchèterie.
Par ailleurs, en 2007, la ville a reçu le 1er prix de gestion environnementale (décerné par le conseil général de la Loire-Atlantique) pour ses nouvelles techniques d'entretien des espaces verts (pas de désherbants chimiques, fauchage tardif des herbes, végétalisation des espaces sur lesquels il n'y a pas de circulation, etc.). En 2009, le trophée Fleur d'Or (seulement 5 villes en France) a été décerné à la ville qui est également classée 4 fleurs (renouvelé en 2012) au concours des villes et villages fleuris. Dans le cadre de sa politique de développement durable, la ville élabore un Agenda 21.
Bien qu'aucune portion de son territoire n'en fasse partie, Pornichet est une des communes adhérentes du parc naturel régional de Brière.

### Finances locales
| Évolution de l'endettement (en milliers d’€) | Évolution des dépenses d’équipement (en milliers d’€) |

### Intercommunalité
Depuis 2002, Pornichet, alors municipalité socialiste, a adhéré à la Communauté d'agglomération de la Région Nazairienne et de l'Estuaire (CARENE). La ville y est représentée par le maire et quatre élus commaunautaires.

Cependant, suite une alternance politique survenue en 2008, cette adhésion est remise en cause par la municipalité qui souhaiterait intégrer la commune à la communauté d'agglomération de la Presqu'île de Guérande Atlantique. Une étude de faisabilité a été confiée dans ce sens à un cabinet d'étude indépendant en février 2013.

### Jumelages
Pornichet est jumelée avec deux communes :
- Bexbach (Allemagne) depuis 1988 ;
- San Vicente de la Barquera (Espagne) depuis 1992.

## Équipements et services publics

### Enseignement
La commune dépend de l'académie de Nantes. Pour l'enseignement maternel et élémentaire, les enfants de Pornichet sont accueillis dans une maternelles publique : les Ramiers ; une école élémentaire publique : Gambetta ; deux écoles maternelles et écoles élémentaires publiques : Pouligou et Jean-Macé et deux écoles maternelles et élémentaires privées : Sainte-Germaine et Saint-Jean.
Pour l'enseignement secondaire, la commune accueille aussi le collège privé du Sacré-Cœur. Les collèges publics les plus proches se trouvent à la Baule avec les collèges Éric-Tabarly et Grand-Air.

### Santé
Le centre hospitalier le plus proche se situe à Saint-Nazaire.

## Population et société

### Démographie
Selon le classement établi par l'Insee en 2020, Pornichet fait partie de l'aire d'attraction, de l'unité urbaine, de la zone d'emploi et du bassin de vie de Saint-Nazaire.

#### Évolution démographique
La commune est créée en 1900 à partir de territoires des communes de Saint-Nazaire et La Baule-Escoublac.
L'évolution du nombre d'habitants est connue à travers les recensements de la population effectués dans la commune depuis 1901. Pour les communes de plus de 10 000 habitants les recensements ont lieu chaque année à la suite d'une enquête par sondage auprès d'un échantillon d'adresses représentant 8 % de leurs logements, contrairement aux autres communes qui ont un recensement réel tous les cinq ans,.

En 2022, la commune comptait 12 530 habitants, en évolution de +17,37 % par rapport à 2016 (Loire-Atlantique : +6,68 %, France hors Mayotte : +2,11 %).
| 1901  | 1906  | 1911  | 1921  | 1926  | 1931  | 1936  | 1946  | 1954  |
| ----- | ----- | ----- | ----- | ----- | ----- | ----- | ----- | ----- |
| 1 337 | 1 430 | 1 705 | 1 918 | 2 407 | 2 697 | 2 691 | 7 604 | 6 014 |

| 1962  | 1968  | 1975  | 1982  | 1990  | 1999  | 2006   | 2011   | 2016   |
| ----- | ----- | ----- | ----- | ----- | ----- | ------ | ------ | ------ |
| 5 242 | 5 400 | 5 521 | 7 266 | 8 133 | 9 689 | 10 423 | 10 361 | 10 676 |

| 2021   | 2022   | - | - | - | - | - | - | - |
| ------ | ------ | - | - | - | - | - | - | - |
| 12 121 | 12 530 | - | - | - | - | - | - | - |

#### Pyramide des âges
La population de la commune est relativement âgée. En 2018, le taux de personnes d'un âge inférieur à 30 ans s'élève à 25,7 %, soit en dessous de la moyenne départementale (37,3 %). À l'inverse, le taux de personnes d'âge supérieur à 60 ans est de 41,1 % la même année, alors qu'il est de 23,8 % au niveau départemental.
En 2018, la commune comptait 5 196 hommes pour 5 756 femmes, soit un taux de 52,56 % de femmes, légèrement supérieur au taux départemental (51,42 %).
Les pyramides des âges de la commune et du département s'établissent comme suit :
| Hommes | Classe d’âge | Femmes |
| ------ | ------------ | ------ |
| 1,5    | 90 ou +      | 3,4    |
| 11,3   | 75-89 ans    | 13,8   |
| 24,9   | 60-74 ans    | 26,9   |
| 19,6   | 45-59 ans    | 19,2   |
| 14,5   | 30-44 ans    | 13,3   |
| 14,6   | 15-29 ans    | 10,6   |
| 13,6   | 0-14 ans     | 12,8   |

| Hommes | Classe d’âge | Femmes |
| ------ | ------------ | ------ |
| 0,6    | 90 ou +      | 1,8    |
| 6      | 75-89 ans    | 8,6    |
| 15,1   | 60-74 ans    | 16,4   |
| 19,4   | 45-59 ans    | 18,8   |
| 20,1   | 30-44 ans    | 19,3   |
| 19,2   | 15-29 ans    | 17,4   |
| 19,5   | 0-14 ans     | 17,6   |

### Vie culturelle et sportive

#### Vie associative
La ville de Pornichet compte plus de 120 associations.

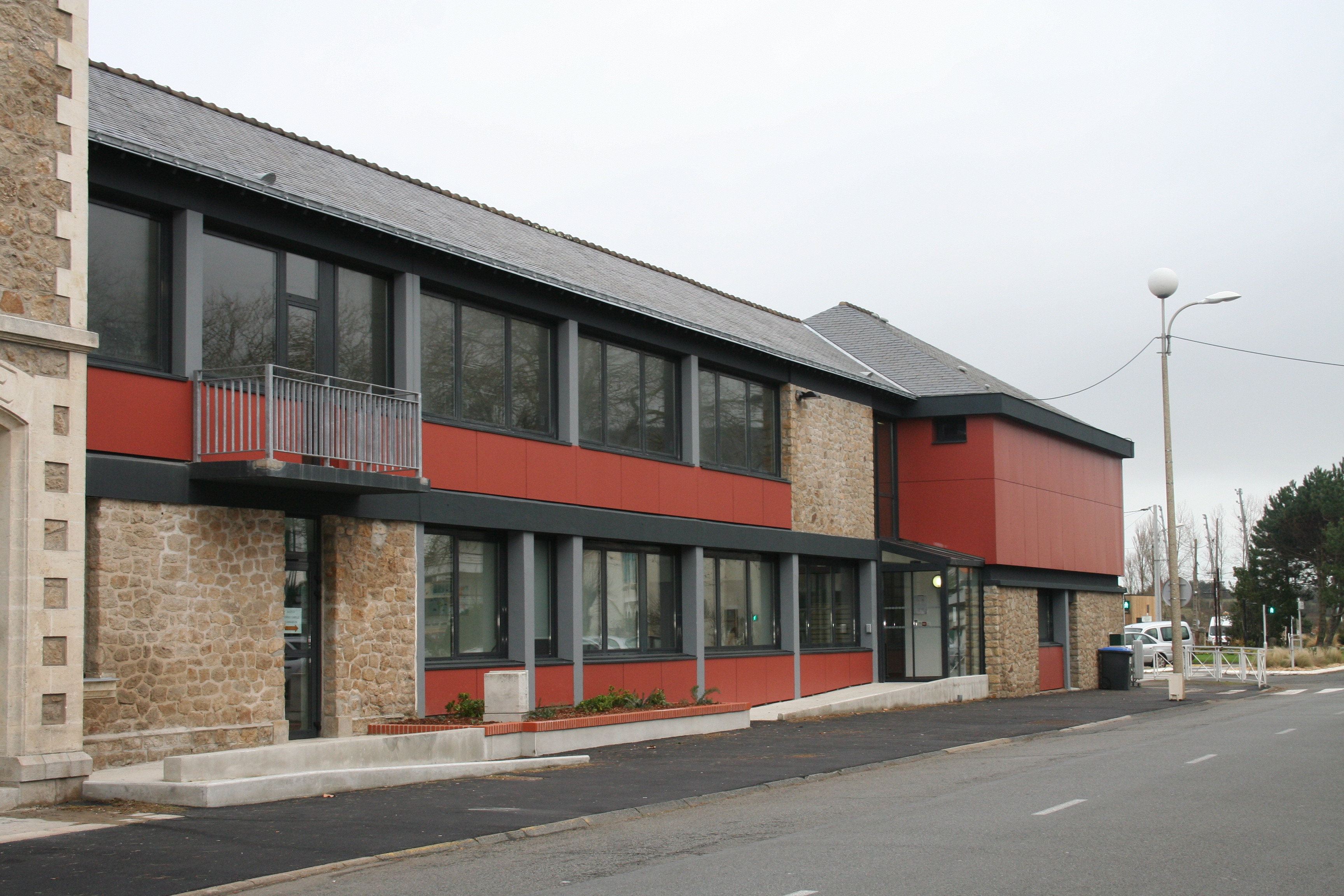
Espace Camille-Flammarion

La Maison des associations, située à l’Espace Camille-Flammarion, apporte un soutien administratif et matériel à toutes les associations situées sur le territoire pornichétin, qui contribuent au dynamisme de la ville. Afin de mieux répondre à leurs attentes, en janvier 2012, l’Espace Camille-Flammarion a évolué et les locaux ont été rénovés. Accessible à tous avec des rampes d’accès et un ascenseur, cet espace accueille les services du pôle Animation de la vie locale (régie centrale, services des Sports, Vie associative et Vie des quartiers), et propose un guichet unique pour simplifier toutes les démarches concernant les services et activités proposées par la Ville. Depuis mars 2011, il accueille également le centre médico-social.

#### Équipements culturels et sportifs
Pornichet est dotée de nombreux équipements collectifs.

##### Équipements sportifs
- Quatre complexes sportifs (football, basket-ball, rugby, handball, tennis).
- Un boulodrome
- Un mini-golf

##### Équipements culturels
- Une médiathèque.
- Une salle de spectacles (Quai des Arts).

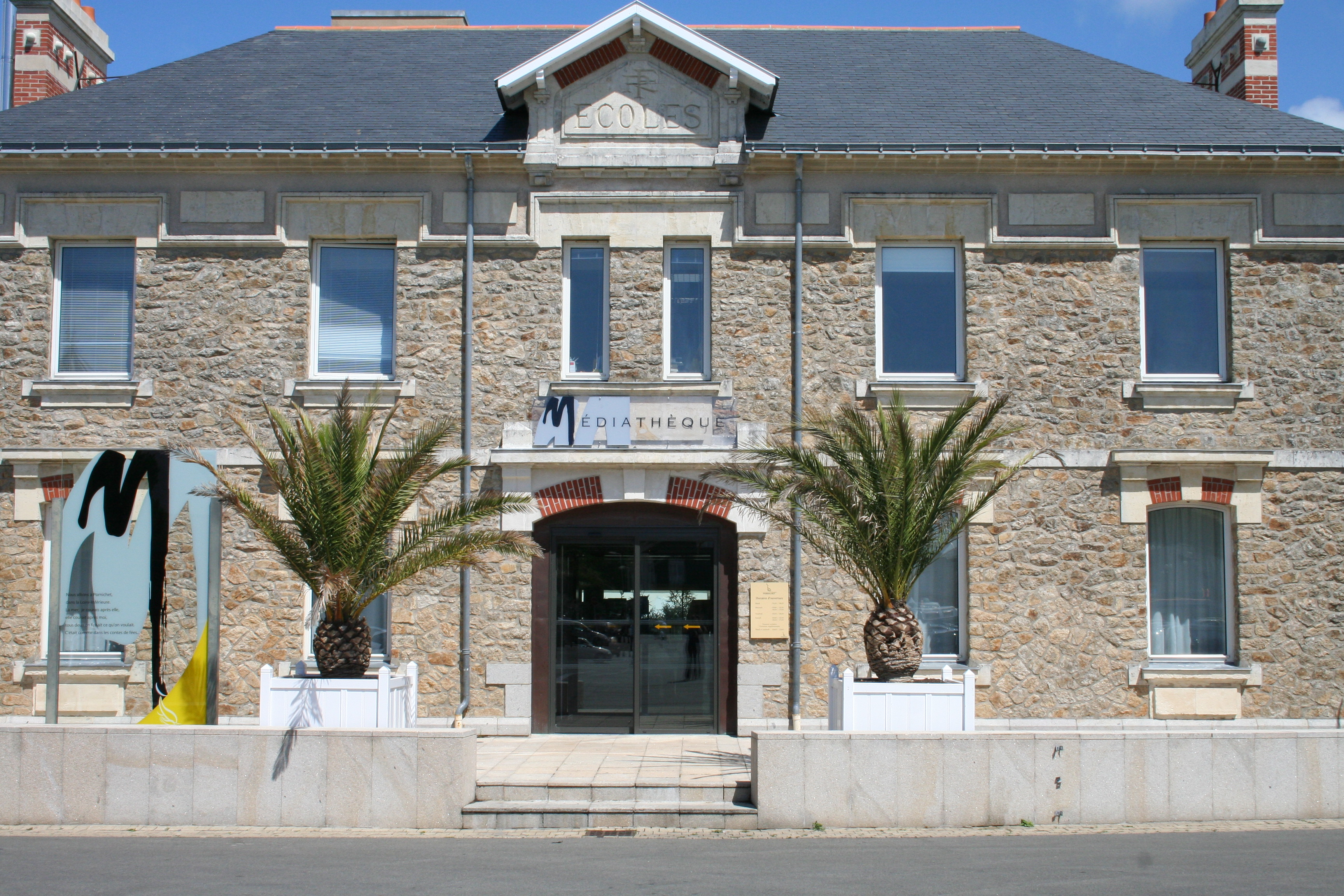
Médiathèque.
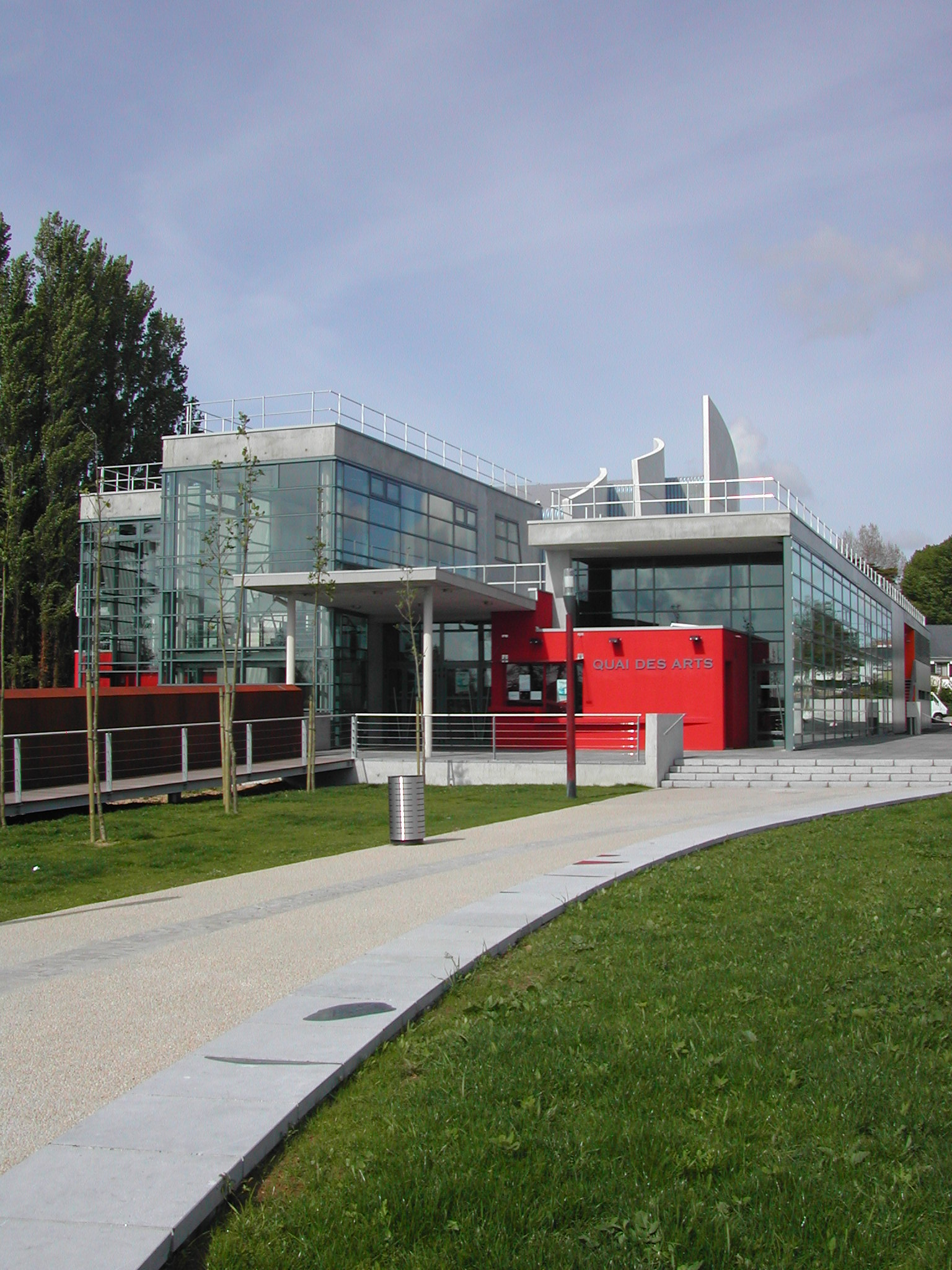
Quai des Arts.

##### Autres équipements
- Un port en eau profonde
- Un port d'échouage
- Une gare T.G.V
- Un marché couvert fonctionnant toute l'année 7j/7
- Deux centres de thalassothérapie
- Un hippodrome
- Un casino
- Quatre écoles maternelles, quatre écoles primaires, un collège privé

Pour la petite enfance, la commune dispose d'un accueil petite enfance, d'un centre médico-social et d'une halte-garderie.

### Sports
La ville dispose de quatre complexes sportifs (football, basket-ball, rugby, handball, tennis). Les Pornichétins ont également accès à un boulodrome.
Le basket-ball constitue un sport historique de la commune. Créé en 1943, sous le nom de la Jeanne d'Arc de Pornichet, l'ES Pornichet Basket est un club mixte oscillant, ces dernières années, entre 250 et 300 licenciés. Il a fait de la formation des jeunes basketteurs le coeur de son projet sportif. La saison 2016/17 voit le club gagner la coupe de Loire-Atlantique et le titre départemental en U13 Masculins et Seniors Masculins, le titre régional en U20 Masculins et le titre Inter-Régional Grand Ouest avec les U15 Masculins. L'action du club a été récompensée, en 2017, du label fédéral "Club Citoyen" et en 2019 du label fédéral "Ecole française de mini-basket",
Pornichet étant une ville littorale, la voile y joue un rôle très important. En 1983, elle accueillit la quatrième édition de l'Ariane's Cup. Depuis 1999, l'APCC, club de voile nantais issu de l'Ecole centrale, dispose de base nautique sur le Port de Pornichet. Spécialisée dans la régate sur habitables, elle organise, chaque année, diverses compétitions de match-racing, dont les Internationaux de France de Match-Racing. Ce club propose également des cours de voile et abrite une école de sport.
Pornichet dispose également de 3 écoles de voile spécialisées sur la voile légère : Éole sur la plage de Sainte-Marguerite, les Albatros et le Yagga sur la plage des Libraires.
Les courses hippiques existent à Pornichet depuis 1866, elles avaient alors lieu sur la plage. La ville est dotée depuis 1946 d'un hippodrome, doté de tribunes depuis 1964, rénovées et modernisées en 2010 (aujourd'hui, quatre mille places). En 2011, 19 réunions hippiques y sont organisées.
Le club Tchac propose la pratique de l'ultimate et de tous les sports utilisant un frisbee.
L'association du Canoë Kayak presqu'île Côte d'Amour (CKPCA) propose quant à elle, une pratique du kayak de mer, mais également de la pirogue et du wave-ski toute l'année.
Pornichet a accueilli le 27 juin 1965, sur l'hippodrome, l'arrivée de la sixième étape du Tour de France : Quimper - La Baule-Pornichet, gagnée par le belge Guido Reybrouck, puis le 4 juillet 1972, le départ de la première partie de la troisième étape du 59e Tour de France.
L'arrivée du marathon de la Côte d'Amour se situe, depuis sa création, place des Océanides à Pornichet.

### Médias
La presse écrite locale est dominée par le groupe Ouest-France et ses éditions Ouest-France et Presse-Océan. Des journaux locaux dont la diffusion est plus modeste sont également publiés. On peut citer le journal hebdomadaire L'Écho de la Presqu'île.

### Cultes
Les lieux de cultes de la commune sont destinés à la pratique de la religion catholique. Le territoire de la ville fait intégralement partie de la paroisse la Trinité d'Escoublac Pornichet dans la zone pastorale presqu'île guérandaise, qui dépend du diocèse de Nantes (province ecclésiastique de Rennes). Le culte est pratiqué dans les églises Notre-Dame-des-Dunes et Saint-Sébastien de Pornichet, et à la chapelle Sainte-Anne.

### Loisirs
Le minigolf, ouvert en 1954, se situe dans un parc arboré et fleuri de 2 000 m2. Il est ouvert toute la saison estivale de 10 h à 22 h.

### Vie de quartiers

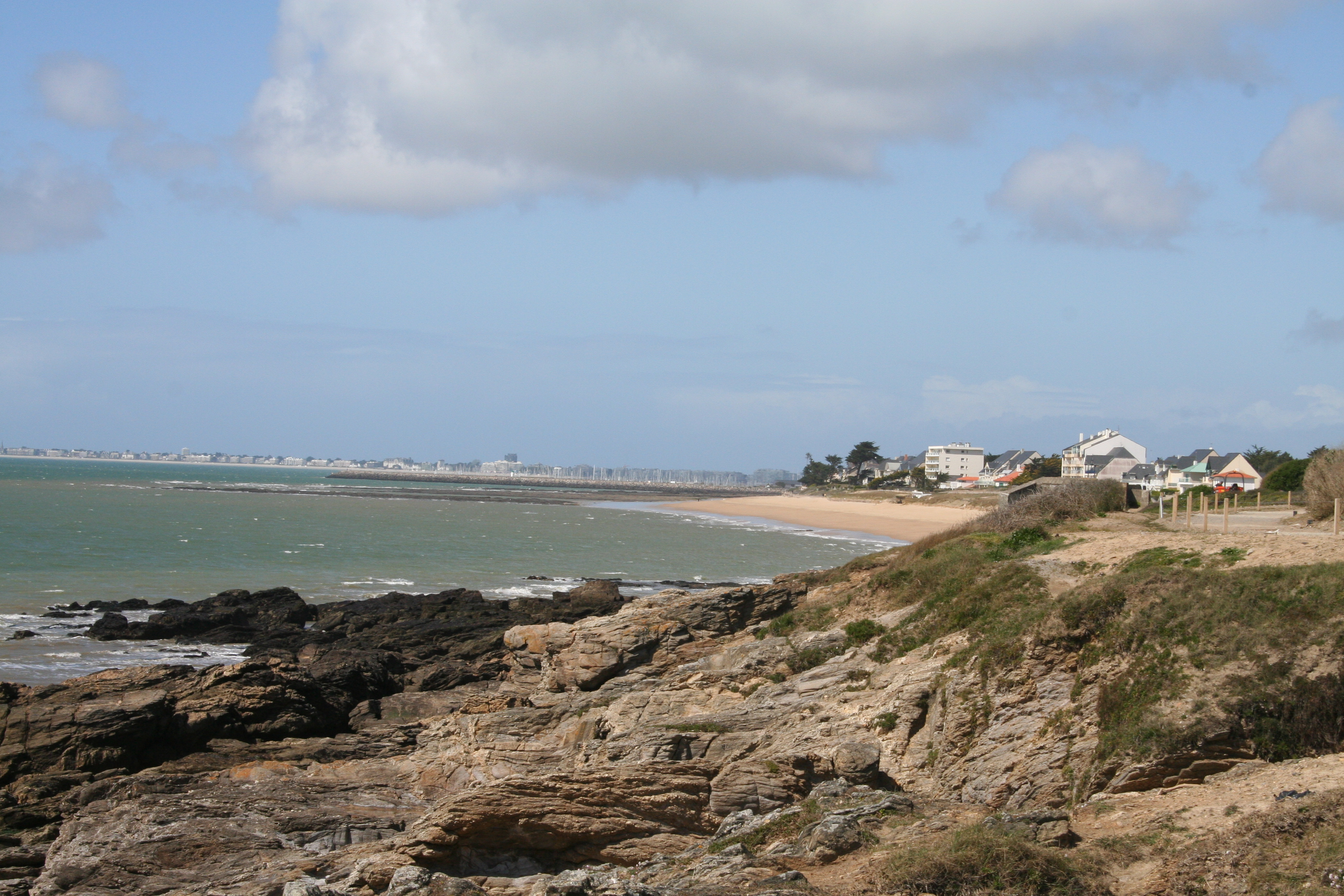
Plage quartier Sainte-Marguerite

Chacun des quartiers de Pornichet est détenteur d’histoires, de sites symboliques. Le centre ville, par exemple, s’ouvre sur la Baie Pornichet-La Baule; de nombreux commerces y sont situés et des animations y ont lieu long de l’année. Bonne-Source et Sainte-Marguerite sont quant à eux considérés, par certaines personnes[Qui ?], comme des quartiers mythiques. Lieu de rendez-vous des artistes, ils ont conservé leur environnement boisé.

## Économie

### Revenus de la population et fiscalité
En 2008, le revenu fiscal médian par ménage était de 21 604€ €, ce qui plaçait Pornichet au 3 211e rang parmi les 31 604 communes de plus de 50 ménages en métropole.
| Taxe                                                | Taux appliqué (part communale) | Recettes dégagées en € |
| --------------------------------------------------- | ------------------------------ | ---------------------- |
| Taxe d'habitation (TH)                              | 13,83 %                        | 4 872 000              |
| Taxe foncière sur les propriétés bâties (TFPB)      | 20,07 %                        | 4 651 000              |
| Taxe foncière sur les propriétés non bâties (TFPNB) | 46,52 %                        | 31 000                 |
| Compensation-relais                                 |                                | 0                      |
| Cotisation foncière des entreprises (CFE)           | 0                              | 0                      |

### Emploi
En 2008, 6 510 Pornichétins avaient entre 20 et 64 ans. les actifs ayant un emploi représentaient 60,8 % de la population, les retraités en représentaient 13,3 %, tandis que 8,6 % des habitants de Pornichet étaient considérés comme « autres inactifs ». Enfin la population estudiantine représentait 9,6 % de la population de la commune.
La même année l'Insee recense un taux de chômage de 11,2 % pour la commune contre 9,5 % pour le département.
Répartition des emplois par domaines d'activité en 2008
|                             | Agriculture | Industrie | Construction | Commerce, transport, services | Administration, santé, enseignement, social |
| --------------------------- | ----------- | --------- | ------------ | ----------------------------- | ------------------------------------------- |
| Pornichet                   | 0,3 %       | 6,7 %     | 9,4 %        | 57,4 %                        | 26,2 %                                      |
| Moyenne nationale           | 2,8 %       | 14,7 %    | 7,4 %        | 46,0 %                        | 29,1 %                                      |
| Sources des données : Insee |             |           |              |                               |                                             |

Répartition des emplois par catégories socioprofessionnelles en 2008
|                             | Agriculteurs | Artisans, commerçants, chefs d'entreprise | Cadres, professions intellectuelles | Professions intermédiaires | Employés | Ouvriers |
| --------------------------- | ------------ | ----------------------------------------- | ----------------------------------- | -------------------------- | -------- | -------- |
| Pornichet                   | 0,1 %        | 12,9 %                                    | 10,5 %                              | 20,2 %                     | 39,9 %   | 16,4 %   |
| Moyenne Nationale           | 1,7 %        | 5,4 %                                     | 15,3 %                              | 26,1 %                     | 27,8 %   | 23,7 %   |
| Sources des données : Insee |              |                                           |                                     |                            |          |          |

### Entreprises et commerces
Selon l'Insee, au 1er janvier 2010, Pornichet comptait 1 004 entreprises, six d'entre elles comptant plus de 50 salariés dont trois dans l'administration, la santé, l'enseignement, etc. et trois dans le commerce.

#### Tourisme
La capacité d'accueil a légèrement décru entre 2007 et 2011 : de 364 chambres d'hôtel l'offre est passée à 307 (la baisse concerne les hôtels deux étoiles), tandis que les campings totalisaient 1 068 places au lieu de 1 121. Au 1er janvier 2011, la ville compte sept terrains de camping et neuf hôtels (dont un quatre étoiles et un trois étoiles).
La ville est également dotée d'un casino.

## Culture locale et patrimoine

### Lieux et monuments

#### Villas
La villa Ker Souveraine, datant de 1925, dite aussi villa Rose ou villa des Sirènes, est située sur le boulevard des Océanides, mais a été construite avant le percement de cette voie. De style néoclassique italien, elle est due aux architectes Georges Vachon (plans et construction) et Adrien Grave (décoration intérieure). Sa façade est ornée de quatre sirènes. Cette villa fait l’objet d’une inscription au titre des monuments historiques depuis le 19 septembre 2002.
La villa l'Orientale, signée par Antonin Viale aurait été construite pour ce que l'on appelait alors pudiquement une « danseuse », une femme entretenue. Elle serait l’œuvre d'Antonin Viale en 1909. Destinée à une famille de retour des Indes, elle est d'inspiration mauresque. Ses deux façades dont identiques. Détruite par deux incendies, elle est réhabilitée à l'identique en 1995 par le maître d’œuvre Jean-Pierre Mayas ; seuls éléments non restitués : un petit minaret juché sur le toit et les vitraux, éléments jugés trop chers à reconstituer.
La villa dite château des Tourelles est située sur l'avenue Léon-Dubas. Elle est construite en 1830 pour un aristocrate d'origine belge, le baron Wanters. Faite à base de granit, elle doit son surnom aux éléments d'architecture inspirés du style médiéval. Cédée à Louis Flornoy, négociant et armateur, dont le fils vend le « château » à M. Legrand. Le château des Tourelle, est acquis dans les années 1930 par la mairie du XIIe arrondissement de Paris qui en fait une colonie de vacances. En 2013, la villa devient un établissement de thalassothérapie 4 étoiles du Groupe Phélippeau.
La villa Ar Bann a été construite vers 1880 par l'architecte Henri Van den Broucke pour Henri Becquerel.
La villa Sigurd, du nom de l’opéra dans lequel son premier propriétaire, Henri Sellier, a triomphé. En 1888, il fait construire la villa Sigurd où il fait venir bon nombre de ses amis dont l'actrice Sarah Bernhardt, le compositeur Ernest Reyer. En 1890, jugeant la villa Sigurd trop petite pour accueillir famille et amis, il fait construire à quelques pas de là, la villa Salammbô.
La villa doux farniente a été construite en 1892 par l'artiste lyrique Jean Lassalle. De style toscan, c'était en fait un véritable palais de 1 500 m2 dans un parc de deux hectares, dans le centre (aujourd'hui avenue Louise). La villa a été vendue à Monsieur et Madame Gaston Écomard dans les années 1890. Les héritiers de Gaston Écomard ont vendu la villa dans les années 1980. Elle a été rasée et le parc loti.

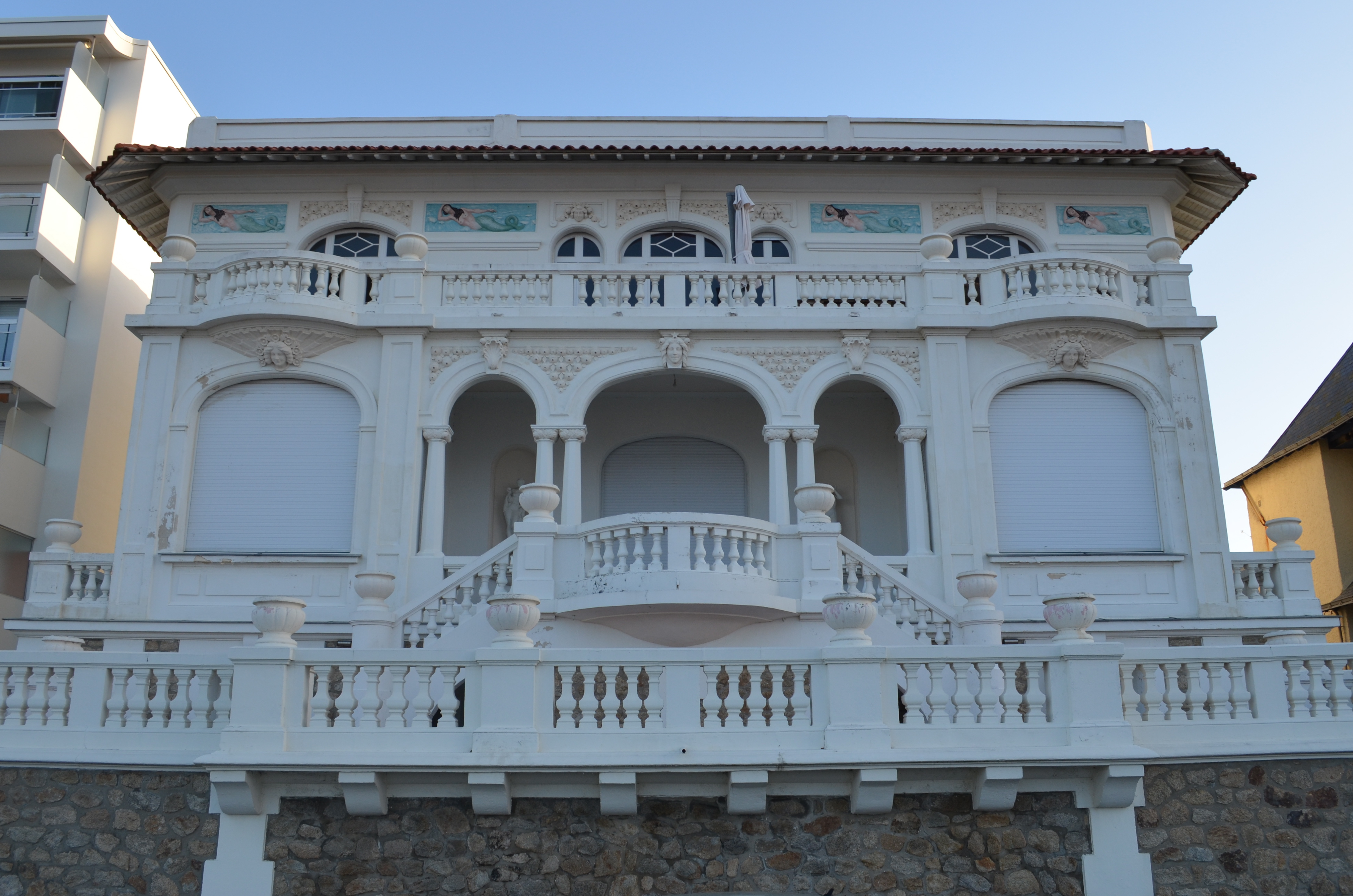
Villa Ker Souveraine.
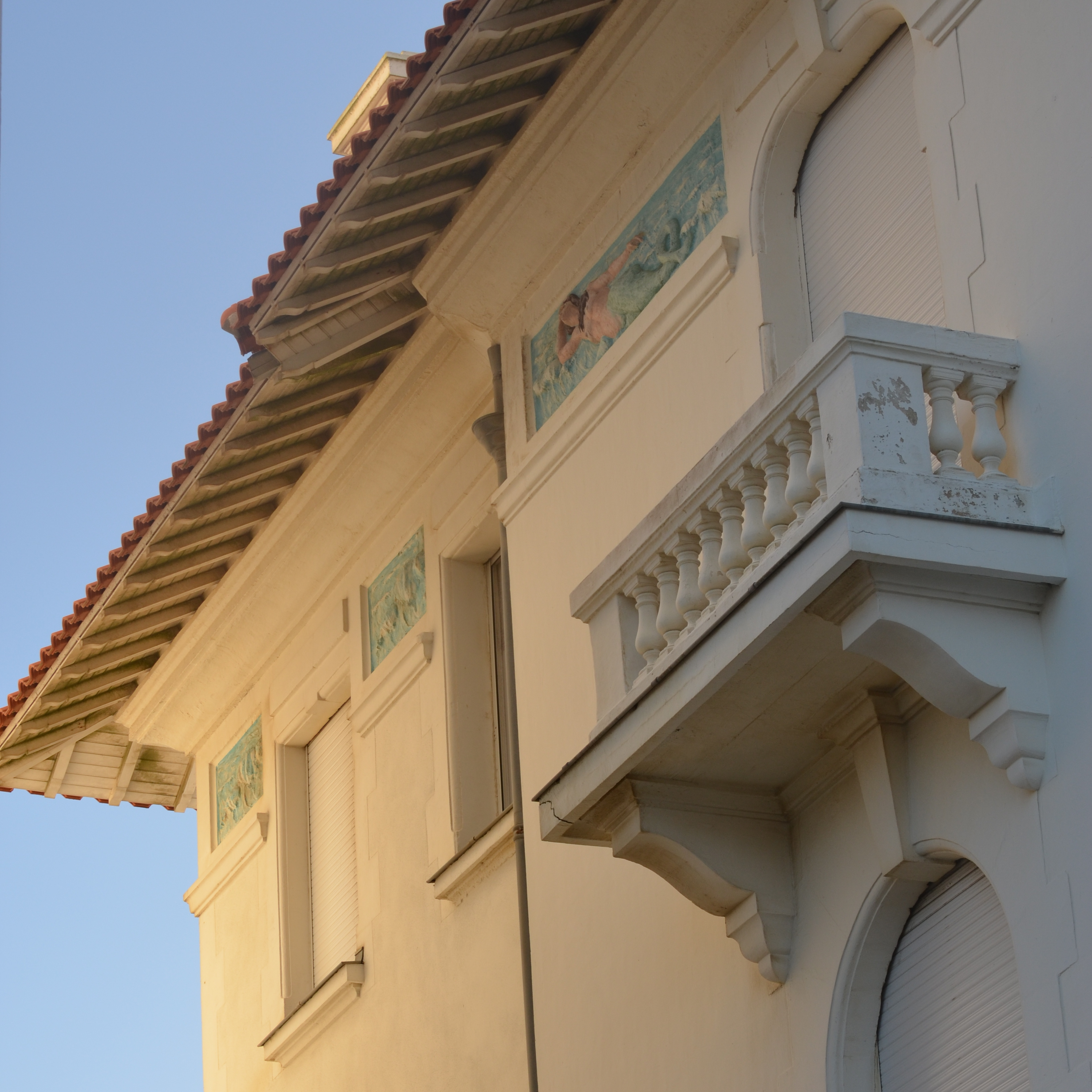
Villa Ker Souveraine (détail).
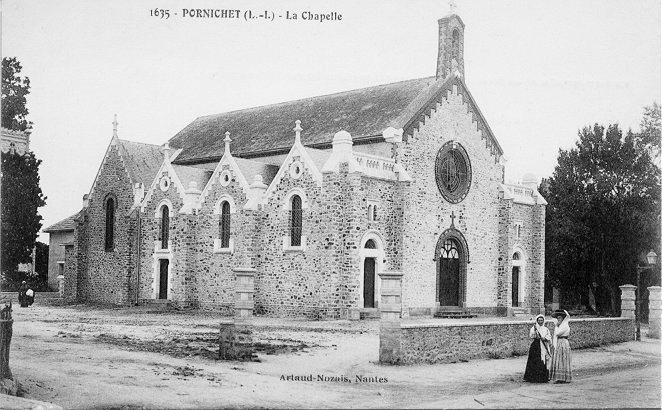
Chapelle Notre-Dame-des-Dunes.

#### Hôtel
Le Grand Hôtel de l’Océan et du Casino : Jean Lassalle décide, en 1879, de faire construire directement sur la plage de Pornichet, un hôtel luxueux. En 1881, il s’associe avec Henri Sellier, Maxime Boucheron et à d’autres financiers. Réalisé par l'architecte Henri Van den Broucke, il est inauguré en 1882. En 1952, l’hôtel est vendu en copropriété de 52 appartements,. Leurs amis, membres de l’Opéra de Paris, de l’Opéra-Comique et du Conservatoire de Paris, s’y précipitent et la plupart, conquis, font construire leurs villas de vacances. Pornichet devient une station très en vogue où l’on peut apercevoir : Victor Warot et Jean de Reszke, Marguerite Carré, Gabriel Pierné et Ernest Reyer, sans oublier Sarah Bernhardt qui vînt en villégiature chez ses amis Marguerite et Albert Carré et fréquenta assidûment le casino.

#### Architecture sacrée
- De l'ancienne chapelle dédiée à saint Sébastien il ne subsiste que le porche datant de la fin du XVe siècle. Cette chapelle était un lieu de pèlerinage contre la peste (notamment le 16 août) ; pourvue de fonts baptismaux en 1782, elle devient église paroissiale. Mais en 1826 l'église voisine devient succursale et la chapelle tombe peu à peu en ruine[F 4].
- L'église Saint-Sébastien est consacrée en 1868.
- La chapelle Notre-Dame-des-Dunes, aujourd'hui église, dépend désormais de la paroisse d'Escoublac-Pornichet.
- La chapelle Sainte-Anne, construite en 1879 sur un terrain privé, est mise en vente lors de l'inventaire de 1905 et rachetée par l'évêché de Nantes en 1911[F 5].
- La croix des Forts, aujourd'hui détruite, date de la fin du XVe siècle et fut inscrite au titre des monuments historiques[91].

#### Bâtiments publics
La gare de Pornichet, inaugurée en 1879, est construite selon un modèle que l'on retrouve au Pouliguen et au Croisic.
L'ancienne mairie-école-poste, place du marché, bâtie en granit en 1900, abrite la médiathèque depuis la fin du XXe siècle. Le bâtiment qui lui a succédé en tant qu'hôtel de ville est une villa baptisée Ker bon accueil à son inauguration en 1910. Construite par l'architecte Vassel pour M. Vigner, elle revient par héritage au gendre de ce dernier, Achille Bertoye, maire de Pornichet de 1919 à 1945, qui, sans héritiers, en fait don à la commune à sa mort ; la villa devient hôtel de Ville en 1950.
La salle de spectacles Quai des Arts a été conçue par le cabinet d'architecte Karine Millet. L'édifice présente un mélange de tradition et de modernité, et la proximité de l'océan est rappelée par trois voiles de béton.

#### Autres
Le cimetière militaire allemand de Pornichet, situé près du cimetière communal, dans le quartier Saint-Sébastien, contient environ 4 900 tombes. Le site est utilisé comme nécropole pendant la période de l'Occupation par la Wehrmacht, et, en 1945, les autorités françaises y regroupent les sépultures des soldats allemands de la poche de Saint-Nazaire. En 1955, le site devient cimetière régional pour les départements de la Loire-Atlantique, Vendée, Maine-et-Loire et Deux-Sèvres ; 2 200 tombes sont alors ajoutées. Parmi les sépultures se trouve celle de Karl Hotz (bloc 2, allée 21, plaque numéro 655), officier dont la mort le 20 octobre 1941 à Nantes provoque l'exécution de 48 otages. Il est géré par la Volksbund Deutsche Kriegsgräberfürsorge (Commission allemande des sépultures de guerre), mandatée par le gouvernement fédéral de la République fédérale d'Allemagne pour s'occuper des sépultures de guerre allemandes à l'étranger. Détenteur des droits domiciliaires sur ce site, elle est soutenue par les autorités françaises.

### Manifestations culturelles et festives
Pornichet est le lieu de rendez-vous de nombreuses manifestations culturelles et festives qui animent la ville tout au long de l’année.

#### Art de rue et théâtre

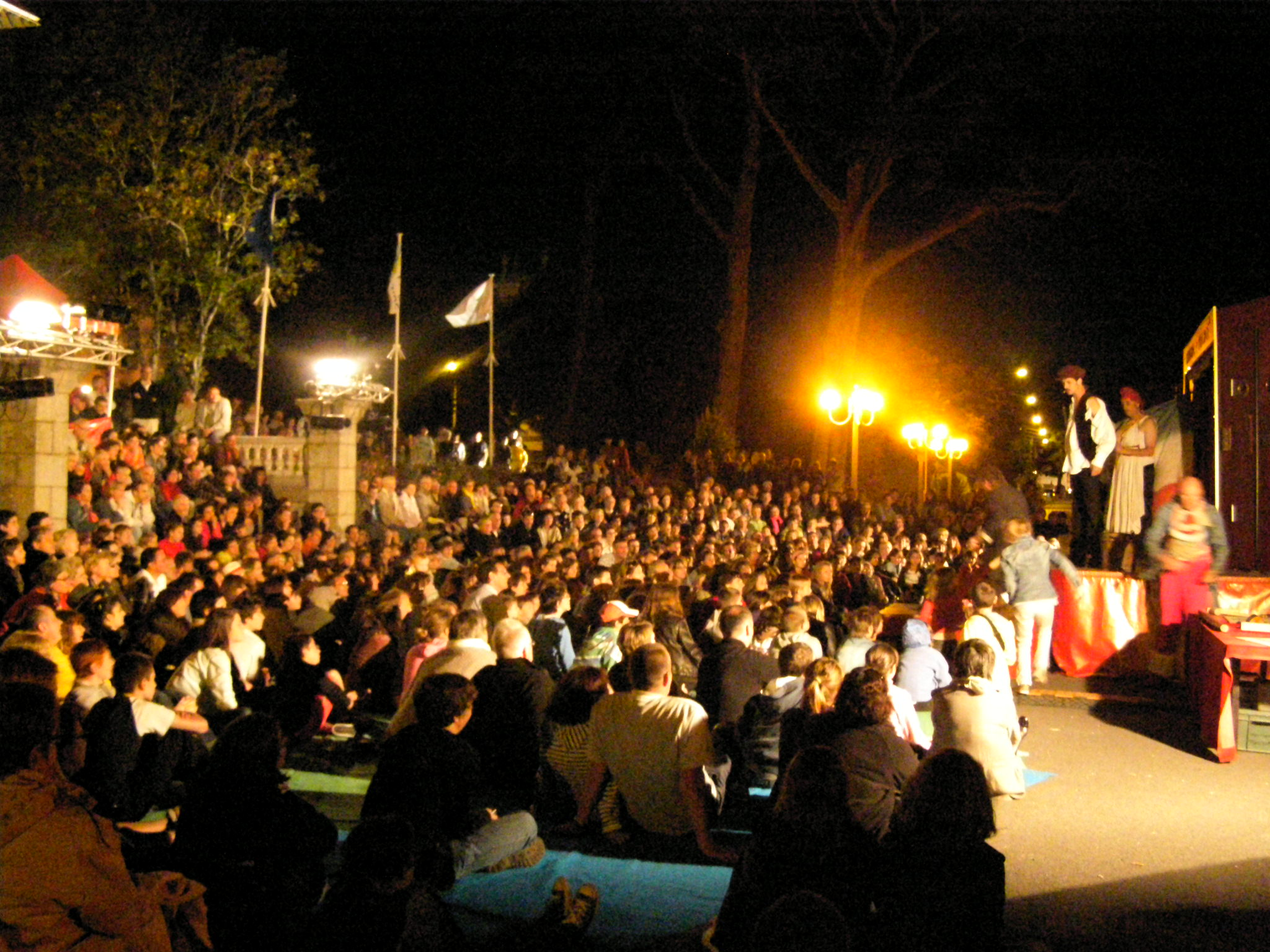
Renc'Arts à Pornichet en 2011.

Le « festival Renc’Arts » est un rendez-vous estival pour les amateurs d’arts de rue. Durant les mois de juillet et août, des artistes de tous horizons investissent les rues de la ville tous les mardis et jeudis soir pour des spectacles entièrement gratuits. Le festival a vécu sa 16e année en 2011, 200 artistes ont participé à 50 spectacles (théâtre, théâtre de rue, d'objets, burlesque, conte, musique, etc.) durant les deux mois de l'évènement.
« Quai des Arts », la salle de spectacles de Pornichet, propose une offre culturelle riche et variée au long de l’année. Des spectacles vivants : théâtre, danse, concerts, et autres animations pour tout public.

#### Culture bretonne
La traditionnelle fête bretonne « Pornizan ar fest » se déroule chaque année aux alentours du 14 juillet. Pour célébrer la Bretagne et sa culture sous toutes les facettes : défilés, jeux, dégustations de la gastronomie bretonne, danses et musiques traditionnelles.

#### Musique
Depuis 2008, la ville a lancé les résidences de création de spectacles pour soutenir la création artistique et les jeunes talents.
Depuis 2010, Pornichet accueille la grande finale du « Tremplin + de Zyc ». Un événement qui permet de donner un coup de projecteur aux jeunes musiciens amateurs.

#### Festivités nautiques

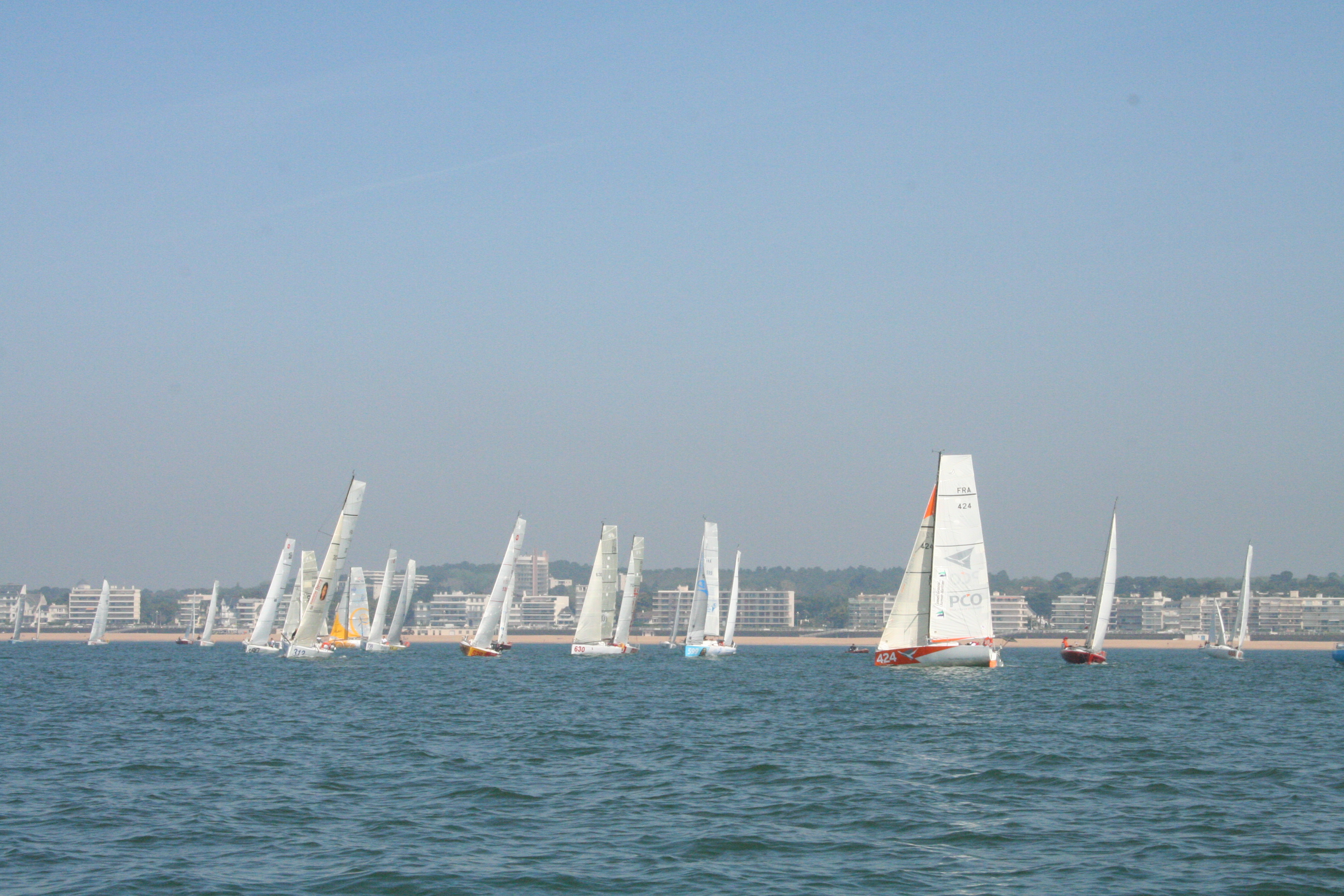
Course nautique à Pornichet.

Pornichet est une ville, mais est aussi un port. La ville est très attachée au monde maritime et le témoigne à travers de nombreuses manifestations. « Hissez Ho », un festival de chants marins, se tient tous les ans en août sur le Port de Plaisance de la ville afin de perpétuer les traditions maritimes. À l’occasion de la fête du nautisme, l’Office de tourisme de la ville organise « Pornichet 100 % Nautik ». Les professionnels et les associations de la ville se mobilisent pour faire découvrir diverses activités nautiques : kayak de mer, catamaran, aviron, voile, jet ski... à travers des démonstrations et essais gratuits. De nombreuses courses nautiques s’organisent à Pornichet : la « Women’s cup », la Transbaule, le Championnat de France de Voile, la « sélect 6,50 »... En 2012, un nouvel événement nautique festif et culturel est mis en place : le « Trophée Sailtica ». Une course croisière, du 10 au 20 mai, organisée sur deux années qui reliera Pornichet à sa ville jumelle espagnole, San Vicente de la Barquera. Pendant la durée de la course, Pornichet se met aux couleurs de la ville d’arrivée à travers de nombreuses animations qui associent habitants, commerçants et associations.

#### Autres manifestations

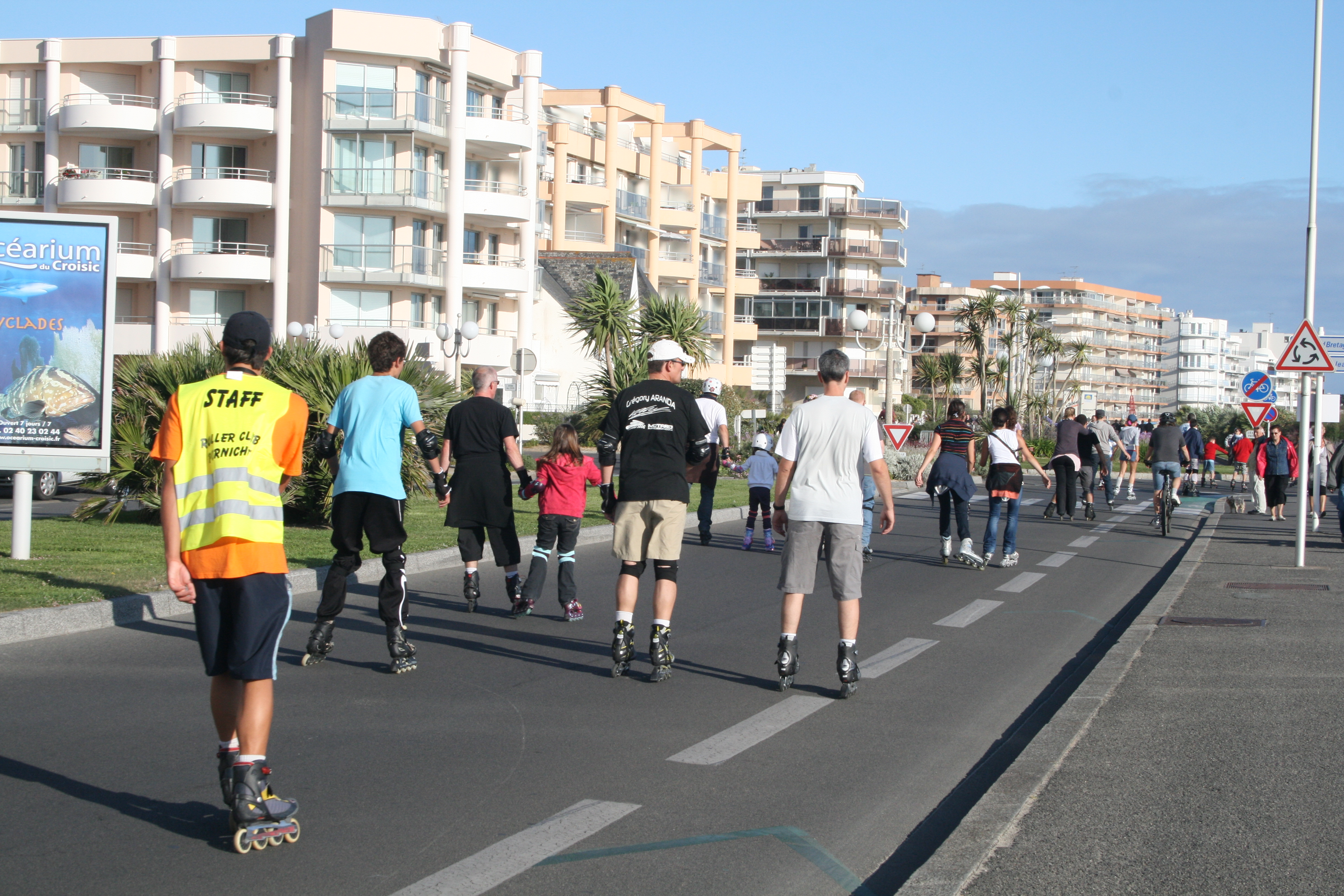
Pornichet roller estival

Au mois de juillet et d'août, les services municipaux de Pornichet coupent en partie le remblai pour laisser libre accès aux rollers lors du « Pornichet roller estival ». La manifestation se déroule chaque mercredi de 19 h à 22 h.
La médiathèque de la ville organise également de nombreux rendez-vous culturels : lecture pour les plus petits, séances de films documentaires, expositions, rencontres artistiques, cafés littéraires...
Depuis mars 2012, une ludothèque a ouvert les portes à Pornichet. Un lieu de divertissement et de découverte, où petits et grands peuvent participer à des animations à thèmes, jouer à plus de 300 jeux ou choisir de les emprunter.
L’hippodrome de Pornichet, réaménagé en 2011, offre également diverses animations culturelles et festives tout au long de l’année : concerts (Nolwenn Leroy, Jean Louis Aubert, Alain Souchon), conférences avec de grands auteurs, etc.

#### Pornichet dans l'art
Henry Ottmann (1877-1927), peintre coloriste à tendance fauviste a peint plusieurs tableaux représentant Pornichet.
Une partie de l'action du film Presque rien, sorti en 2000, se déroule à Pornichet. Certaines des scènes y ont été tournées, par exemple dans les rues aux alentours de la villa où séjourne un des héros, (mais les scènes de plages, supposées être à Pornichet, l’ont été à La Turballe).
L'île de la Pierre-Percée a inspiré à Jules Sandeau un roman, La Roche aux mouettes, publié en 1871.

### Patrimoine naturel

#### Parcs et espaces verts
La commune a obtenu quatre fleurs au concours des villes et villages fleuris (palmarès 2006/2007 et 2012). En 2009, elle obtient le trophée Fleur d'Or.
Pornichet inaugure en 2013 un parc paysager qui s'étend sur 15 hectares d'espaces naturels en zone humide protégée entourant l'hippodrome de la ville.

#### Espaces naturels
Deux sites sont inscrits : la grande Brière (au titre du grand paysage) et le site côtier de Pornichet à Saint-Marc (au titre de site littoral). Il existe également deux sites Natura 2000, les îles de la baie de la Baule (zone d'estran de 3 882 ha, également ZNIEFF 1 et 2) et l'estuaire de la Loire - Baie de Bourgneuf (site de 80 202 ha en grande majorité marin). Celui-ci est également classé comme site d'importance communautaire. La commune compte encore deux autres ZNIEFF, le secteur de la pointe de la Lande à la pointe de Chemoulin (type 1) et les zones résiduelles de la Baule à Saint-Nazaire.

### Personnalités liées à la commune
- Parmi les personnalités ayant été à l'origine du développement de Pornichet à la fin du XIXe siècle et au début du XXe siècle : Camille Flammarion (1842-1925), astronome français et éditeur, ainsi que ses collègues dits « libraires » Toubon, Georges Charpentier, Charles Marpon ; la famille Becquerel ; les artistes lyriques Henri Sellier et Jean Lassalle ; l'auteur dramatique Maxime Boucheron[G 6].,[P 4].
- Léopold de Moulins de Rochefort[106], inspecteur général des Haras, fondateur de la société des courses en 1906[107]
- Pierre de La Condamine (1911-2007), né à Pornichet, homme de Lettres et historien du pays de Guérande et de la Bretagne.
- Pierre Fatou (1878-1929), mort à Pornichet, mathématicien et astronome français.
- La famille Écomard, notamment Gaston, fondateur du prix hippique Gaston Écomard[108]. Ce prix existe encore aujourd'hui[109].
- André Astoul (1886-1950), peintre, a vécu à Pornichet dans les années 1930.
- Yves Léger, (1919-1944), résistant, Compagnon de la Libération, assassiné par des gestapistes français le 27 mai 1944 près du Mont Mouchet
- Jean-Jacques Mel, auteur-compositeur-interprète français est né à Pornichet.
- Alain Coelier (1952-2010), membre du milieu du « grand banditisme » nantais ayant contrôlé des établissements de nuit de Pornichet.
- Dominique Seau

### Héraldique, logotype et devise

#### Héraldique
| Armes de Pornichet | D'azur à un rocher d'argent issant d'une mer d'azur cousue d'argent mouvant de la pointe, au chef d'argent chargé d'un pin au naturel terrassé de sinople et accompagné de deux coquilles de gueules. Le rocher représente l'îlot de la Pierre-Percée. Le pin et les coquilles évoquent la forêt littorale et le rivage atlantique. Blason conçu par M. Leray et M. Chauvet (délibération municipale du 18 novembre 1912). |

#### Devise
La devise de Pornichet est Nautis Neptunus Favet Amicus (l'ami Neptune est favorable aux marins).

#### Logotype

Logo de Pornichet.